# 文 (货币单位)

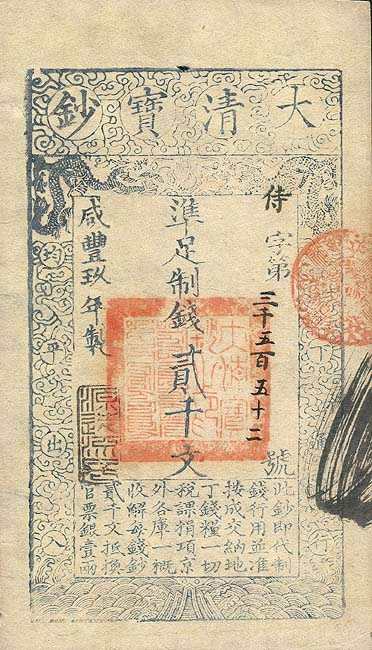
以“文”为单位的大清宝钞

文，亦作厘、錢或文錢，是一種貨幣單位，指一枚銅錢。為東亞（漢字文化圈）古代最小的貨幣單位，起源於中國北宋，在日本的室町時代傳入日本。在使用元作為貨幣單位的地區，一文等如一元或一貫的千分之一。

## 各地的使用情形

### 東亞
1912年清朝滅亡，中華民國建立，建立之初地方曾短暫發行過「民國通寶」，直至1914年正式改用銀圓便停止使用孔方錢。

### 香港
香港在19世紀時也使用文，稱為「香港一文」，幣值為一港元的千分之一，折合銀圓0.72毫（0.024克），後改稱為「香港一千」就不再使用文的名稱。
現時粵語口語將一圓叫作「一蚊」，有指正寫就是「一文」。

### 日本
文在日本從室町時代開始使用直到明治維新改用圆為貨幣為止。在江戶時代，一文相當於千分之一貫（貫文）。根據元禄13年（1700年）時的匯率，一文相當於四千分之一兩金幣、或0.015匁銀幣。現時的5日圆硬幣的重量，依然相等於一文硬幣的重量。根據一文錢幣的大小，一文後來也用來代表長度，一文約等於2.4公分。